# Ancistrus piriformis
Ancistrus piriformis е вид лъчеперка от семейство Loricariidae. Видът е незастрашен от изчезване.

## Разпространение
Разпространен е в Аржентина и Парагвай.

## Описание
На дължина достигат до 8,3 cm.